# Puccinellia nuttalliana
Puccinellia nuttalliana — вид цветковых растений рода Бескильница (лат. Puccinellia). 

## Ареал и местообитание
В природе вид обитает в Северной Америке, где широко распространён к востоку от Аляски через Канаду до Гренландии, а также на западе и в центре США. Он найден за Северным полярным кругом, в умеренных зонах гор, на Великих равнинах, в Большом Бассейне и вдоль западного побережья Северной Америки вниз до Калифорнии. Галофит, произрастает в районах с засоленными почвами.

## Ботаническое описание
Многолетнее травянистое растение различного внешнего вида, может быть ползучим или же образовывать прямостоячие стебли до метра высотой. Соцветие — колос, состоит из нескольких вторичных колосков: от главной оси соцветия отходит несколько тоненьких веточек, в свою очередь также ветвящихся. Некоторые из них до момента созревания семян скрыты под обёрткой.

## Синонимика
- Atropis airoides (S.Watson & J.M.Coult.) Holm
- Atropis nuttalliana (Schult.) Pilg.
- Festuca nuttalliana (Schult.) Kunth
- Glyceria airoides (Nutt.) Fr.
- Glyceria montana Buckley
- Panicularia distans var. airoides (S.Watson & J.M.Coult.) Scribn.
- Phippsia airoides (S.Watson & J.M.Coult.) Á.Löve & D.Löve
- Phippsia deschampsioides (T.J.Sørensen) Á.Löve & D.Löve
- Phippsia interior (T.J.Sørensen) Á.Löve & D.Löve
- Poa airoides Nutt.
- Poa nuttalliana Schult.
- Puccinellia airoides S.Watson & J.M.Coult.
- Puccinellia cusickii Weath.
- Puccinellia deschampsioides T.J.Sørensen
- Puccinellia interior T.J.Sørensen[1]